# Кастелнуово Скривия
Кастелнуо̀во Скрѝвия (на италиански: Castelnuovo Scrivia; на пиемонтски: Castelneuv da Scrivia, Кастелгнеув да Скривия на местен диалект: Castarnöv, Кастарньов) е градче и община в Северна Италия, провинция Алесандрия, регион Пиемонт. Разположено е на 85 m надморска височина. Населението на общината е 5473 души (към 2010 г.).